# 土佐中村藩
土佐中村藩（とさなかむらはん）は、土佐藩の支藩である。江戸時代初期から中期にかけて3代33年間存在した。

## 概略
明暦2年（1656年）土佐藩2代藩主・山内忠義の二男・山内忠直が幡多郡中村（四万十市）付近の3万石を与えられ立藩した。元禄2年（1689年）3代・山内豊明は若年寄に累進したが病気を理由に辞職した。その際に時の将軍・綱吉の怒りを買い蟄居となり、3000石に減知されたが、豊明はこれを拒んだため廃藩となった。
ただし、中村藩は土佐藩の初代藩主・一豊の弟・山内康豊とその息子・山内政豊の2代が慶長6年（1601年）から寛永6年（1629年）の間、2万石で治めていた時期があり、この時期も中村藩主時代と見られることもある。

## 歴代中村藩主
- 山内家

## 第1期
2万石 （1601年 - 1629年）
1. 康豊
2. 政豊

## 第2期
3万石 （1656年 - 1689年）
1. 忠直
2. 豊定
3. 豊明

なお、第2期中村藩の江戸藩邸は麻布市兵衛町にあった。